# ایستگاه سن کلر
ایستگاه سنت کلر (انگلیسی: St. Clair station) یک ایستگاه متروی زیرزمینی در خط یک یانگ–یونیورسیتی متروی تورنتو است.